# Warszawa Okęcie
Warszawa Okęcie – stacja kolejowa znajdująca się na linii kolejowej 8 Warszawa Zachodnia−Kraków Główny w Warszawie, w dzielnicy Ursynów, przy ul. Gorzkiewki. 

## Linia nr 937
Na terenie stacji znajduje się zespół torów postojowo-odstawczych, obsługujących składy towarowe. Swój początek ma tu również linia kolejowa 937 do stacji Jeziorna, w Konstancinie-Jeziornie oraz bocznica do Stacji Techniczno-Postojowej Kabaty Metra Warszawskiego. 

## Ruch pasażerski[5]
| Rok  | Wymiana pasażerska na dobę |
| ---- | -------------------------- |
| 2017 | 500-699                    |
| 2018 | 500-699                    |
| 2019 | 300-499                    |
| 2020 | 300-499                    |
| 2021 | 300-499                    |
| 2022 | 300-499                    |
| 2023 | 700-999                    |

## Linie
| Linia | Operator           | Trasa                                                    |
| ----- | ------------------ | -------------------------------------------------------- |
| R8    | Koleje Mazowieckie | Warszawa Wschodnia - Warszawa Okęcie - Piaseczno - Radom |
| S4    | SKM Warszawa       | Zegrze Południowe - Warszawa Okęcie - Piaseczno          |
| S40   | SKM Warszawa       | Radzymin - Warszawa Okęcie - Piaseczno                   |

Do stacji można dojechać autobusami Miejskich Zakładów Autobusowych.